# Nekovalentno vezivanje
Nekovalentna veza je tip hemijske veze koja nije bazirana na postojanju zajedničkog elektronskog para, nego na postojanju disperznijih varijanti elektromagnetnih interakcija. Nekovalentna veza je dominantni tip veze uzmeđu supermolekula u supermolekularnoj hemiji. Nekovalentne veze su kritične u održavanju trodimenzionalne strukture velikih molekula, kao što su proteini i nukleinske kiseline, i učestvuju u mnogim biološkim procesima u kojima se veliki molekuli specifično i tranzijentno međusobno vezuju. Energija koja se oslobađa formiranjem nekovalentnih veza je reda veličine 1-5 kcal po molu. Postoje četiri tipa nekovalentnih interakcija: vodonične veze, jonske veze, van der Valsove sile i hidrofobne interakcije. Nekovalentne interakcije spajaju dva DNK lanca u dvostrukom heliksu, stabilizuju sekundarnu i tercijarnu strukturu proteina, omogućavaju vezivanje enzima i supstrata, kao i vezivanje antitela i antigena.